# ریک مالامبری
ریک مالامبری (انگلیسی: Rick Malambri؛ زادهٔ ۷ نوامبر ۱۹۸۲) بازیگر سینما و بازیگر تلویزیون اهل ایالات متحده آمریکا است.
از فیلم‌ها یا برنامه‌های تلویزیونی که وی در آن نقش داشته‌است می‌توان به استپ آپ سه‌بعدی، آشنایی با مادر، ذهن‌های مجرم، و بدل‌ها اشاره کرد.